# Crêt-Bérard
Crêt-Bérard, "Maison de l’Église et du Pays", est un lieu d'accueil et de vie spirituelle situé à Puidoux, dans le Canton de Vaud, en Suisse. Fondée en 1953 et placée sous l'autorité du canton de Vaud et de l'Église réformée vaudoise, la maison est un ensemble de logements et de salles de conférences structuré autour d'un cloître, de sa chapelle et de son clocher, dans un style néo-roman. Elle est constituée en une fondation ecclésiastique, avec un Conseil de fondation. Un pasteur résident dirige la maison et organise ses activités ; trois offices, matin, midi et soir, ponctuent la journée. Un culte réformé a lieu tous les dimanches et les jours de fête.

## Historique
De 1949 à 1953, des milliers de jeunes participent à la construction des premiers bâtiments de Crêt-Bérard sous l'impulsion du pasteur Albert Girardet, aumônier des jeunes paroissiens, qui lance le 2 mai 1948 un appel à la jeunesse vaudoise. Pendant le chantier, des célébrations quotidiennes ont lieu dans la petite église de Puidoux. Le 30 mai 1951, l'inauguration du pavillon est également l'occasion de poser la première pierre du bâtiment principal, dessiné par l'architecte Claude Jaccottet (qui a rénové l'Abbaye de Saint-Maurice de 1946 à 1949). Des dizaines d'apprentis maçons seront mobilisés sur le chantier du bâtiment principal, en pierres de taille, où ils passeront leur examen de diplôme. La maison est consacrée en septembre 1953 en présence du conseiller d'État Pierre Oguey.
Dès 1963, Charles Nicole-Debarge, premier pasteur résident de Crêt-Bérard, est à l'origine de la coutume des "feux de l'Avent" qui veut que des feux soient allumés à travers le canton de Vaud le premier dimanche de l'Avent à 18 h (souvent sur les hauteurs). En 1971, il s'associe à des clubs d'hippisme pour proclamer le début de l'Avent à cheval, à travers le canton.
En 1982-1983 a lieu l'extension du bâtiment, "Crêt-Bérard 2" : nouvelles cuisine et salle à manger (170 places), chambres plus confortables (65 lits, dans 40 chambres), 15 salles de conférences, studios et appartements séparés pour le personnel. Le pavillon est à la disposition des groupes de jeunes.
En 1987 est publié L'Office divin tel qu'il est prié à Crêt-Bérard, qui renouvelle la liturgie des trois offices quotidiens et leurs chants. Au cours des années, les hôtes ne sont plus seulement les paroisses et groupes d'Église, mais aussi les organismes "civils" qui souhaitent passer un temps de travail et de réflexion dans le cadre de cette maison et de son parc, qui offrent les espaces et les installations les plus modernes que les groupes puissent souhaiter. Le personnel, de quasi bénévole qu'il était, est formé actuellement de professionnels de l'hôtellerie et de la restauration. Les activités organisées par le pasteur résident sont centrées sur la Bible et la vie spirituelle (retraites, ateliers, conférences, "Petites Écoles"...), dans un esprit œcuménique, mais comportent aussi des volets culturels (expositions, concerts, littérature, philosophie). Ces manifestations sont soutenues par l'Association des amis de Crêt-Bérard et, tous les deux ans, par une collecte de l'Église évangélique réformée du canton de Vaud.
Crêt-Bérard se développe grâce à son centre de séminaire, sa capacité d'hébergement (40 chambres accueillant 65 lits) et en offrant des services hôteliers professionnels.
Crêt-Bérard est officiellement reconnu par Hôtellerie Suisse et classifié Swiss Lodge. 
En 2023, Crêt-Bérard est reconnu par Hôtellerie Suisse comme lieu de Séminaires avec Source d'Inspiration. 
En 2024, la maison reçoit le label Swisstainable niveau 1 démontrant ainsi sa volonté de s'inscrire dans la mouvance durabilité. 

## Pasteurs résidents
- 1953-1974 : Charles Nicole-Debarge
- 1974-1989 : Jean-François Deppierraz
- 1990-1992 : Philippe Bécholey
- 1993-1994 : André Savary et Edouard Diserens
- 1994-1996 : François Altermath
- 1997-2012 : Pierre-André Pouly
- 2013-aujourd'hui : Alain Monnard